# Gamaliel Smethurst
Vous lisez un « bon article » labellisé en 2008.
Pour les articles homonymes, voir Smethurst.
Gamaliel Smethurst (Marblehead, 1738 - Londres, 1826) est un marchand, un homme politique et écrivain britannique.
Résidant quelques années au Royaume-Uni, il devient commerçant dans sa ville natale du Massachusetts. Il fonde ensuite un poste de pêche à Nipisiguit en Acadie. Le 29 octobre 1761, il est témoin du raid de Roderick MacKenzie, un événement de la Déportation des Acadiens, et est abandonné le lendemain par le capitaine de son bateau. Il doit se rendre par ses propres moyens au fort Beauséjour, voyage de six semaines au cours duquel il tient un journal. Il y note plusieurs observations précieuses sur les coutumes des Micmacs et des Acadiens, sur la situation géopolitique, sur les personnalités de l'époque et sur l'environnement. Il est d'ailleurs l'un des rares témoins oculaires de la Déportation des Acadiens ayant écrit sur le sujet et fait aussi certaines observations inédites, par exemple sur existence de certains villages, sur la présence d'un morse vivant ou sur une guerre pour le commerce dans la baie des Chaleurs.
En 1762, il est sauvé de justesse d'une attaque maritime en route vers Québec. Il tente d'établir un poste de pêche à l'Île-du-Prince-Édouard en 1763. Un ouragan le fait naufragé la même année, où il tient un second journal de bord. Il se fait élire à l'Assemblée législative de la Nouvelle-Écosse en 1765. Il se distingue dans la prévention de la coupe illégale du bois d'œuvre et dans les négociations entre les Amérindiens et les Anglais. Il retourne à Londres durant les années 1770. Intéressé par la science dès son plus jeune âge, il écrit plusieurs livres et articles sur le sujet.

## Biographie

### Origines
| ? | ? | ? | ? | ?                | ?                |                  |                  | ?                | ?                | ? | ? | ? | ? |                    |  |  |  |  |  | Richard Skinner | Richard Skinner | Richard Skinner | Richard Skinner | Richard Skinner | Richard Skinner |                 |                 | Alice Woods     | Alice Woods     | Alice Woods | Alice Woods | Alice Woods | Alice Woods |  |  |  |  |  |  |  |  |  |  |  |  |  |  |  |  |  |  |  |  |  |  |  |  |  |  |
| ? | ? | ? | ? | ?                | ?                |                  |                  | ?                | ?                | ? | ? | ? | ? |                    |  |  |  |  |  | Richard Skinner | Richard Skinner | Richard Skinner | Richard Skinner | Richard Skinner | Richard Skinner |                 |                 | Alice Woods     | Alice Woods     | Alice Woods | Alice Woods | Alice Woods | Alice Woods |  |  |  |  |  |  |  |  |  |  |  |  |  |  |  |  |  |  |  |  |  |  |  |  |  |  |
|   |   |   |   |                  |                  |                  |                  |                  |                  |   |   |   |   |                    |  |  |  |  |  |                 |                 |                 |                 |                 |                 |                 |                 |                 |                 |             |             |             |             |  |  |  |  |  |  |  |  |  |  |  |  |  |  |  |  |  |  |  |  |  |  |  |  |  |  |
|   |   |   |   | Joseph Smethurst | Joseph Smethurst | Joseph Smethurst | Joseph Smethurst | Joseph Smethurst | Joseph Smethurst |   |   |   |   |                    |  |  |  |  |  |                 |                 |                 |                 | Tabitha Skinner | Tabitha Skinner | Tabitha Skinner | Tabitha Skinner | Tabitha Skinner | Tabitha Skinner |             |             |             |             |  |  |  |  |  |  |  |  |  |  |  |  |  |  |  |  |  |  |  |  |  |  |  |  |  |  |
|   |   |   |   | Joseph Smethurst | Joseph Smethurst | Joseph Smethurst | Joseph Smethurst | Joseph Smethurst | Joseph Smethurst |   |   |   |   |                    |  |  |  |  |  |                 |                 |                 |                 | Tabitha Skinner | Tabitha Skinner | Tabitha Skinner | Tabitha Skinner | Tabitha Skinner | Tabitha Skinner |             |             |             |             |  |  |  |  |  |  |  |  |  |  |  |  |  |  |  |  |  |  |  |  |  |  |  |  |  |  |
|   |   |   |   |                  |                  |                  |                  |                  |                  |   |   |   |   |                    |  |  |  |  |  |                 |                 |                 |                 |                 |                 |                 |                 |                 |                 |             |             |             |             |  |  |  |  |  |  |  |  |  |  |  |  |  |  |  |  |  |  |  |  |  |  |  |  |  |  |
|   |   |   |   |                  |                  |                  |                  |                  |                  |   |   |   |   | Gamaliel Smethurst |  |  |  |  |  |                 |                 |                 |                 |                 |                 |                 |                 |                 |                 |             |             |             |             |  |  |  |  |  |  |  |  |  |  |  |  |  |  |  |  |  |  |  |  |  |  |  |  |  |  |

Gamaliel Smethurst naît le 16 avril 1738 à Marblehead, au Massachusetts, du mariage de Tabitha Skinner et Joseph Smethurst, célébré le 5 novembre 1724 dans la même ville,.
Son père, Joseph Smethurst, est né de parents inconnus, probablement à Manchester, entre 1695 et 1699. Il est capitaine et a probablement émigré à Marblehead en 1720,,.
Sa mère, Tabitha Skinner, est née en mai 1700 à Marblehead, de Richard Skinner et Alice Woods, mariés le 30 novembre 1682. Alice Woods est née vers 1668 et Richard Skinner vers 1663.
Gamaliel Smethurst a plusieurs frères et sœurs: Benjamin, Ann, Tabitha, Joseph, Floyd, Lloyd et Elizabeth. Ils sont nés respectivement le 13 septembre 1725, en 1727, le 24 août 1729, le 16 avril 1732, en 1734, le 14 juillet 1740 et le 11 septembre 1743,.

### Poste de pêche
Gamaliel Smethurst vit un certain temps au Royaume-Uni; il est à Manchester en 1748 et 1749. Il traverse ensuite l'océan Atlantique dans le but de faire du commerce en Nouvelle-France. Il grée un brick dans sa ville natale de Marblehead et il obtient une licence du gouverneur Murray lui permettant de faire le commerce avec les Acadiens et les Micmacs et de fonder un poste de traite. Il se rend en octobre 1761 dans la baie des Chaleurs. En pleine guerre de Sept Ans et durant la Déportation des Acadiens, la région n'est pas encore complètement contrôlée par les Britanniques, même après la bataille de la Ristigouche. Il y a aussi une lutte entre la Nouvelle-Écosse et le Québec pour le contrôle du commerce et également une guerre de course menée par certains Acadiens de la région contre les Britanniques. C'est dans ce contexte que Smethurst fonde un poste de pêche à la morue à Nipisiguit, aujourd'hui Bathurst, où il a quelques employés.

### Abandon et périple vers le fort Beauséjour

Itinéraire de Gamaliel Smethurst.

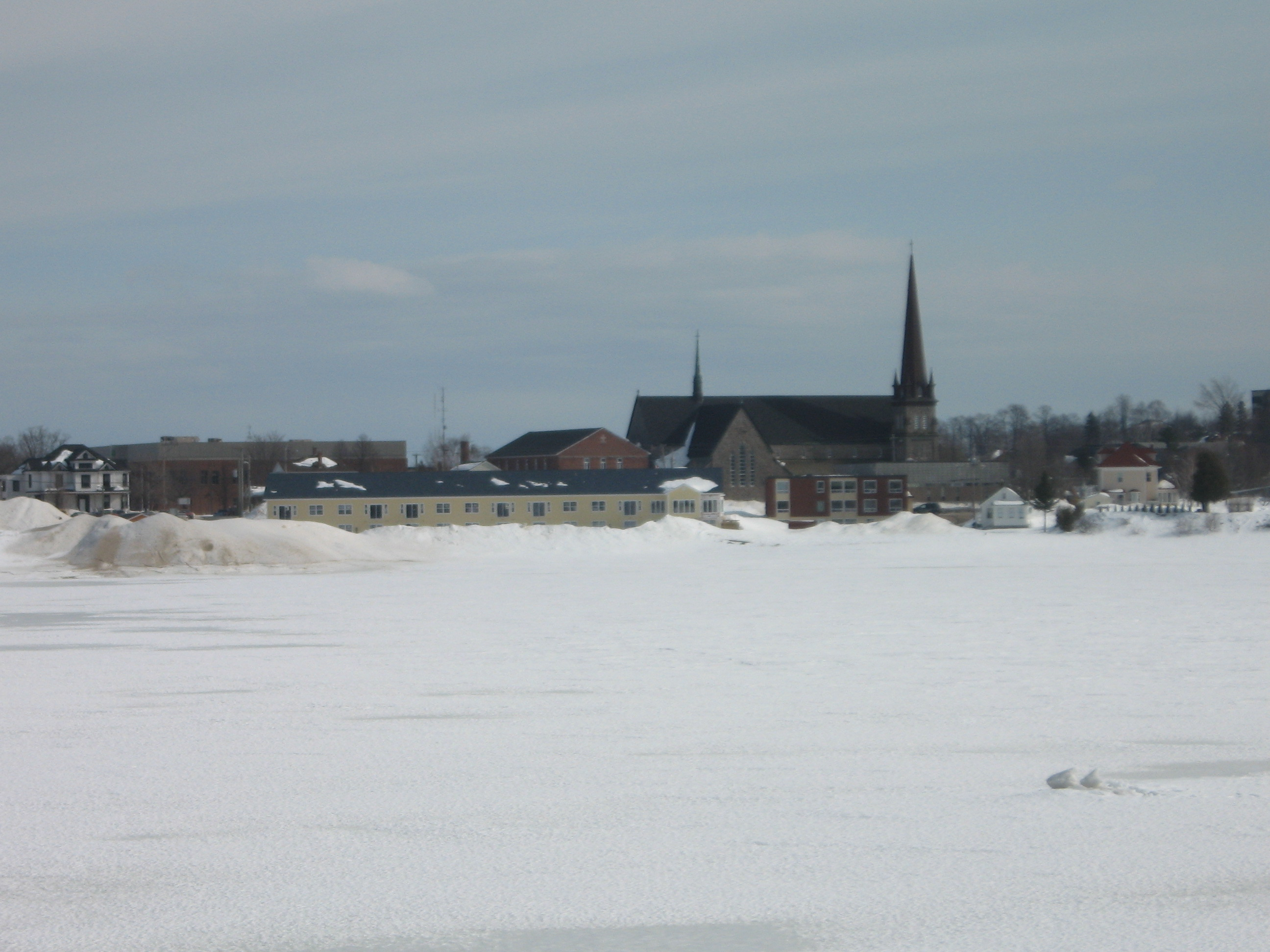
Smethurst s'est réfugié à cet endroit, aujourd'hui le centre-ville de Bathurst.

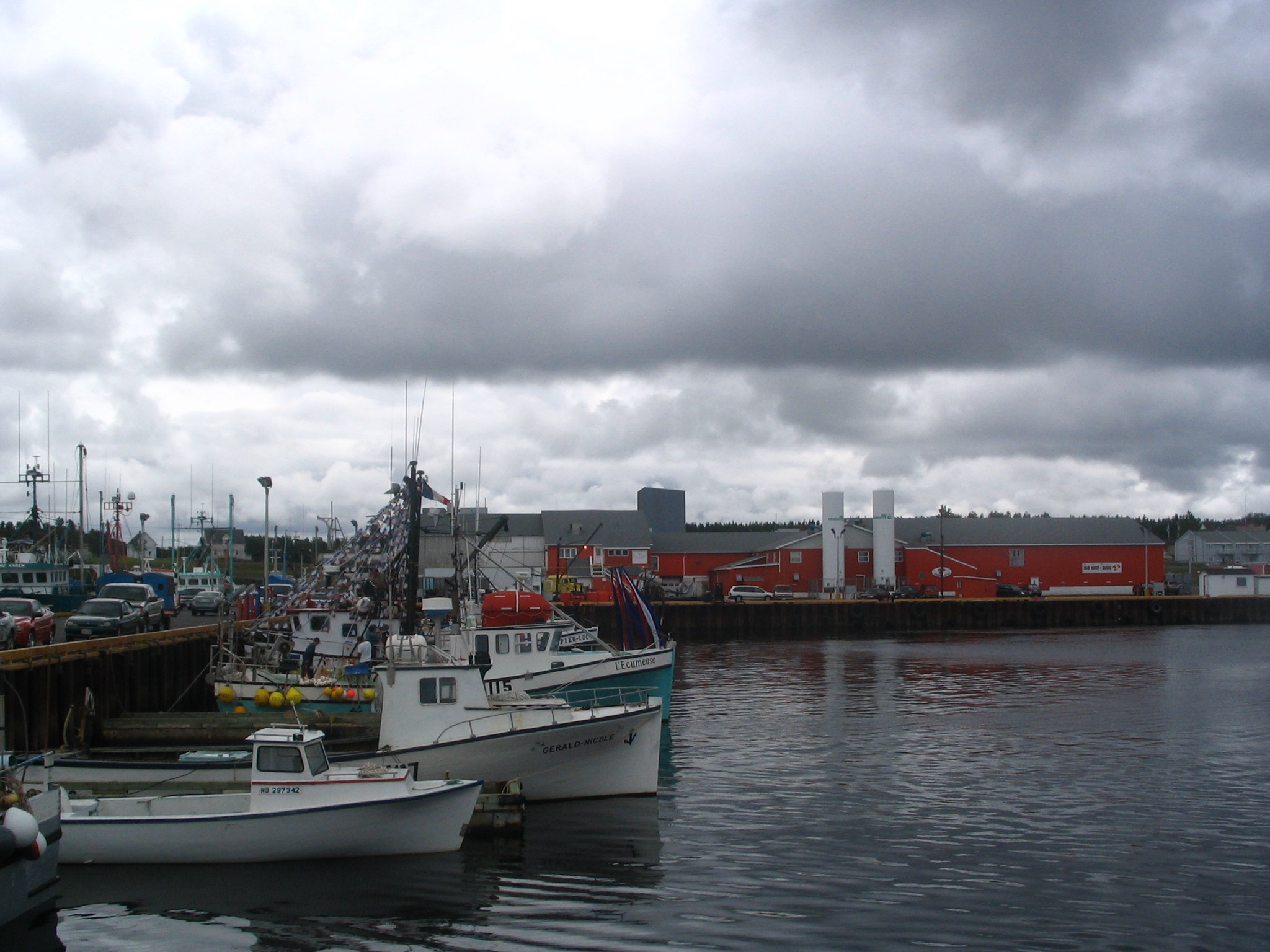
Smethurst et ses guides accostent probablement où se trouve aujourd'hui le port de Caraquet.

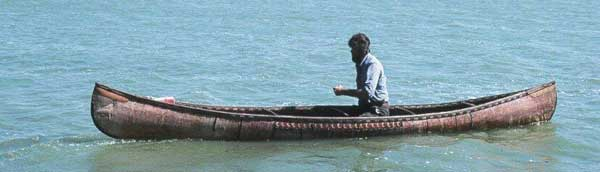
Smethurst et ses guides voyagent à bord d'un canoë de ce genre.

Le 29 octobre 1761, Smethurst quitte le village en bateau avec une cargaison de morue et de fourrures. Le capitaine Roderick MacKenzie effectue un raid sur le village au même moment, où il capture 180 personnes – la plupart des habitants – et leurs embarcations,. La flotte de MacKenzie croise le bateau de Smethurst en soirée et ces derniers doivent se faire remorquer mais se font prendre dans un banc de sable; le pilote acadien décide de rejoindre les prisonniers. Le lendemain, Smethurst accoste pour trouver un bateau plus petit afin de décharger l'autre. Son capitaine l'abandonne, ayant peur des Micmacs, ennemis des Anglais. L'équipage est capturé un peu plus tard par MacKenzie.
Smethurst survit en mangeant quelques bruants des neiges et en logeant dans une hutte abandonnée durant deux jours, sans faire de feu par peur d'être repéré par les Micmacs. Le 1er novembre, Charles Dugas l'accueille chez lui; il tente de faire un arrangement avec son frère ou avec le capitaine Andrews pour qu'ils le transportent à Caraquet ou au fort Beauséjour mais doit refuser à cause du délai trop long. Le 3 novembre, un skiff arrive de Port-Daniel–Gascons. Smethurst conclut un marché avec trois membres de l'équipage pour qu'ils le transportent à Caraquet. Ils partent le lendemain midi pour Népisiguit, où les guides volent de la nourriture laissée par les prisonniers.
Smethurst et ses guides naviguent toute la nuit et atteignent Caraquet au matin du 5 novembre, où ils sont accueillis par Gabriel Giraud dit Saint-Jean est sa femme micmac,. Smethurst fait difficilement du commerce avec lui mais c'est son fils Jean-Baptiste qui lui offre un canoë et le service des Micmacs de Pokemouche contre 140 livres, Giraud lui donnerait et les services des Micmacs,. Le lendemain 6 novembre, Smethurst et ses trois guides – une vieille femme indienne et ses deux fils – atteignent un village nommé à l'époque Chipagan, aujourd'hui Bas-Caraquet,. Roderick MacKenzie est déjà passé par là et seulement six familles ont été laissées sur place. Smethurst et ses guides doivent rester à Chipagan le 7 novembre à cause du mauvais temps. Le lendemain, ils traversent la baie de Shippagan vers le sud et entament un portage sur la plaine de Shippagan – près du site de Saint-Simon – et campent un peu plus loin.
Ils arrivent à Pokemouche le 8 novembre et le chef Étienne Echbock convoque un conseil. Il accuse les Anglais d'être des traîtres, de ne pas avoir respecté un traité signé en 1760, de faire croire qu'il n'y a pas de guerre — contrairement à ce que les Français disent — ; par-dessus tout, il accuse Smethurst d'avoir comploté le raid de Roderick MacKenzie. Smethurst parvient à convaincre le chef Echbock du contraire et donne des cadeaux à son épouse, ce qui lève finalement les soupçons.
Le lendemain 10 novembre, Gamaliel et ses guides – excepté la vieille femme – quittent Pokemouche en canoë vers le sud et passent la nuit près du Grand Lac, au site de Val-Comeau. À cause d'une tempête, ils doivent rester sur place et commencent à manquer de vivres,. Le 14 novembre, un groupe de six Micmacs les rencontrent et accusent Smethurst d'espionner pour le compte des Britanniques mais celui-ci s'en tire en leur disant que leur peuple sera détruit par les Britanniques si quoi que ce soit leur arrive. Le 16, la tempête est tellement forte qu'ils doivent se déplacer dans la forêt. Le 17 novembre, ils décident de marcher vers un camp micmac le long de la Grande rivière Tracadie, à six milles de là, qu'ils atteignent après quatre heures; les habitants ont quitté le village mais ils y trouvent de la nourriture. L'expédition quitte cet endroit seulement le 18 novembre à midi et arrive à la rivière Miramichi vers six heures du soir,.
À cet endroit vivent environ 135 Acadiens. Ceux-ci étaient un an plus tôt à la rivière Miramichi et ont échappé au raid de Roderick MacKenzie en se cachant dans la forêt. Ils sont dirigés par une cinquantaine de guerriers Micmacs et leur chef, Louis François, vivant non loin de là, à Burnt Church. Smethurst est accueilli dans une modeste hutte. Le lendemain, un certain Brossard dit Beausoleil, Alexandre ou Joseph, l'accueille chez eux et lui offre de la nourriture. Brossard lui achète quelques objets et lui parle aussi d'un bateau britannique se trouvant à trois lieues de là. Le 20 novembre, Broussard donne un grand canoë à Smethurst, pour qu'il puisse atteindre le navire. Les habitants du village partent ensuite chasser le morse à Miscou. Une tempête s'abat pendant quelques jours sur la région. Smethurst demanda refuge à Louis-Amand Bugeaud et Nicolas Gauthier, deux Acadiens récemment déménagés de l'Île St-Jean. Le 21 novembre, Amand et Gamaliel vont inspecter les équipements de pêche sur le littoral. En face de l'Île du Portage, ils trouvent des débris du Hulton, un navire commandé par le capitaine Benjamin Hallowell, avec à bord une cargaison à destination de Québec. Ce navire avait fait naufrage durant la tempête. Ils approchent de l'île en skiff, mais rebroussent chemin à la vue des Micmacs. Ils tentent à nouveau le 24 novembre, sans succès. Le lendemain, Amand, Nicholas et Gamaliel se rendent à l'île sur une petite goélette. Alors qu'ils approchent de l'île, les guerriers Micmacs se lancent encore une fois à leur poursuite et les capturent. Ils sont escortés jusqu'au village de Burnt Church, où les attendent Louis François et le chef des Micmacs de l'île Saint-Jean, Baptiste La Moreaux. Les deux chefs leur disent qu'ils déchargeraient le bateau naufragé et qu'ils donneraient les services de quatre hommes pour que Smethurst puisse se rendre au fort Beauséjour avec James Pratchell, le seul survivant du naufrage. Les Acadiens se rendent à l'île en après-midi, à bord de leur goélette. Ils peuvent récupérer une quinzaine de barils de farine et retournent au village à neuf heures du soir. Le 26 novembre, ils classent les objets récupérés et trouvent le journal de bord du capitaine et douze mois de journaux londoniens, qu'ils mettent immédiatement à sécher, en plus de prendre soin de James Pratchell. Le lendemain, les Amérindiens disent à Smethurst qu'ils vont probablement partir le lendemain. Les Acadiens restent dans leur cabane par peur des Amérindiens, maintenant intoxiqués par du brandy trouvé dans l'épave. Au matin du 28 novembre, une autre tempête se déclare et les Amérindiens décident de ne pas partir. Smethurst est convoqué par le chef François à un conseil. Tous, sauf le chef, sont saouls. Ils lui annoncent qu'ils le détiendront jusqu'à ce que la mer gèle. Smethurst les supplie alors de lui permettre de partir le plus vite possible pour qu'un médecin puisse soigner Pratchell, et cela sans le guide amérindien, à cause de son ivresse et du fait qu'il ne parle pas l'anglais. Les Amérindiens acceptent après un long débat. Smethurst quitte finalement Burnt Church le 30 novembre, en compagnie de Nicholas Gauthier et Joseph Richard. Étant trop faible pour voyager, James Pratchell décide de rester sur place jusqu'à ce que le prochain Acadien soit autorisé à quitter le village.

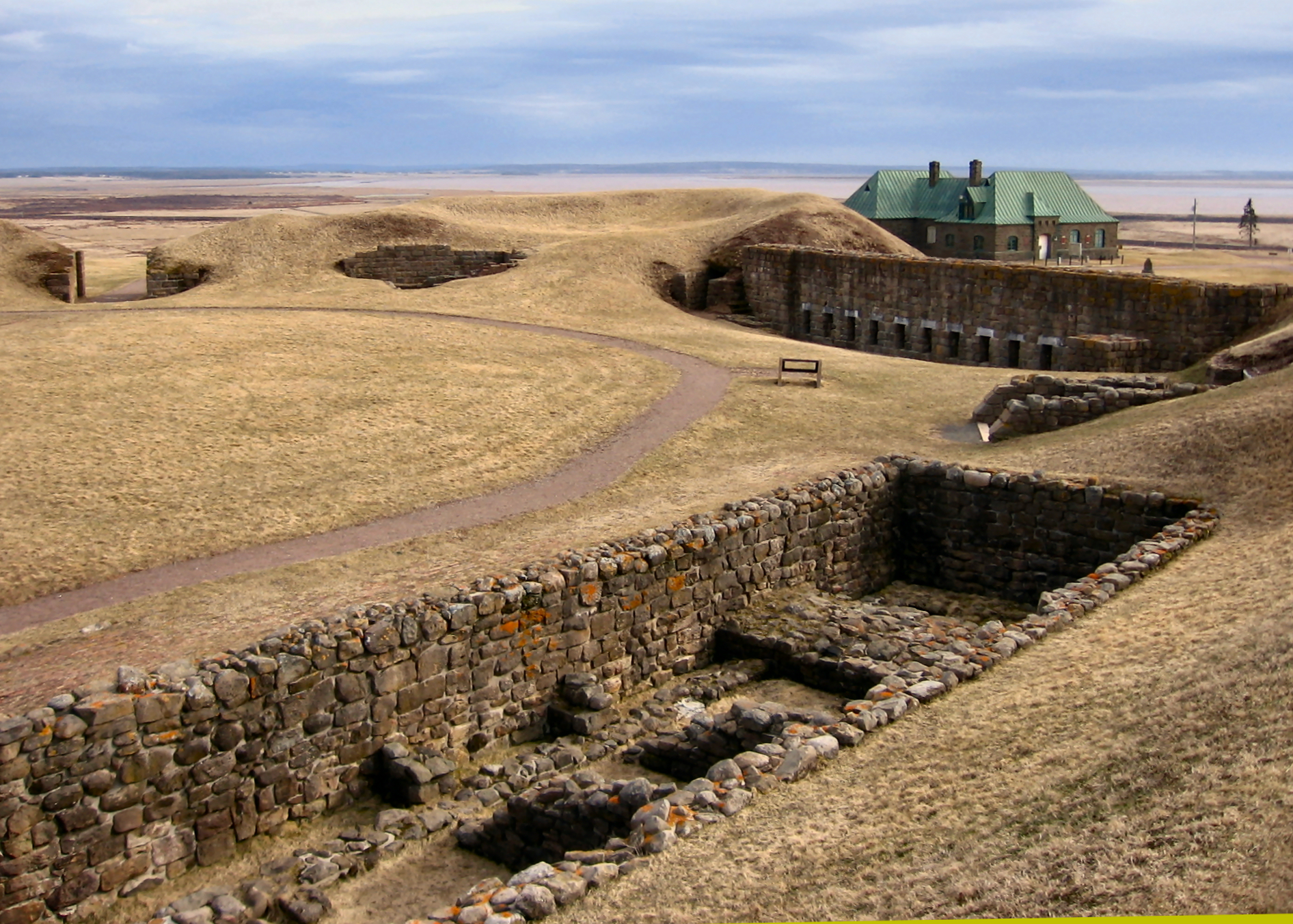
Le fort Beauséjour, que Smethurst atteint après six semaines de voyage.

Le 4, ils remontent le cours de la rivière Kouchibouguac et campent dans un village micmac abandonné.
Le 5, ils laissent leur canot sur la rive sud d'une rivière – probablement la rivière Kouchibouguac – et traversent à pied sur la glace pour rejoindre une maison acadienne abandonnée sur la rive nord. Le 6, ils sont forcés de rester dans la cabane à cause de la fonte de la glace et du mauvais temps. Le 7 décembre, les guides tombent à l'eau lorsque la glace cède sous leurs pieds. Ils construisent un radeau et parviennent à récupérer le canot. Le groupe se rend ensuite jusqu'au cap de Richibouctou, principalement à pied. Le 8, ils passent par les sites de Bouctouche puis Cocagne et campent quelque part avant d'arriver sur le site de Cap-de-Shédiac.
Le 9 décembre, ils arrivent dans le havre de Shédiac, dont la surface couverte de glace rend difficile leur avancée; les guides tuent un morse. Ils marchent ensuite vers un endroit qui est probablement le site d'Aboujagane, où ils trouvent une cabane abandonnée. Ils restent dans la cabane le 10 à cause d'une tempête de neige. Le 11, ils se rendent jusqu'à une rivière – probablement la Petite rivière Shemogue – et commencent un portage avant de camper. Le 12, après une autre marche difficile, ils atteignent les ruines du fort Gaspareaux, après le coucher du soleil, le 12 décembre. À cet endroit se trouvent les bateaux que MacKenzie avait confisqués à la baie des Chaleurs. Ils passent la nuit dans un fortin que les Anglais sont en train de construire.
Le 13 décembre, Smethurst et un soldat prennent la route du fort Beauséjour, qu'ils atteignent au coucher du soleil. Le régiment des Rangers s'y trouve mais MacKenzie est déjà parti à Halifax; il y a aussi le régiment des Highlanders et leur commandant, Benoni Danks. La mer étant gelée, Smethurst doit rester sur place avant que l'hiver soit trop avancé.
Il se rend ensuite à Halifax en raquettes. De là, il peut enfin prendre le bateau vers Marblehead. Il y retrouve son brick. Le capitaine invente qu'il a dû rebrousser chemin à cause du fort vent.

### Autres mésaventures
En juin 1762, Smethurst se dirige vers Québec à bord de sa goélette, le Rambler, avec pour capitaine Ashley Bowen. Ils sont attaqués par un groupe de Français et d'Amérindiens. Un navire anglais passe par hasard par là et les sauve de justesse.
En 1763, Smethurst ouvre un nouveau poste de pêche au Havre Saint-Pierre, une communauté de l'Île-du-Prince-Édouard comprenant quelques familles acadiennes de retour d'exil.
Il retourne en Nouvelle-Écosse peu de temps après. Le 22 novembre 1763, il obtient une terre dans le canton de Cumberland, à Baie-Verte.
Le 5 décembre 1763, alors qu'il se rend du fort Amherst à son établissement de Baie-Verte, un ouragan le dirige vers Pictou. Lui et ses six hommes d'équipage s'en sortent sains et saufs. Deux campent pour l'hiver à cet endroit tandis que Smethurst et les autres partent à pied vers Baie-Verte, qu'ils atteignent le 6 janvier.

### Élection
Smethurst est élu avec Benoni Danks pour représenter le comté de Cumberland à l'Assemblée législative de la Nouvelle-Écosse lors des élections générales de 1765. Son mandat dure jusqu'en 1770. Il obtient différents postes officiels tels que Comptroller of Customs (contrôleur des douanes) et Deputy Surveyor of the Woods (assistant-inspecteur de la forêt). Un de ses principaux accomplissements est de combattre la coupe illégale de pin blanc d'Amérique dans les Trois-Rivières.
À l'été 1765, des Amérindiens se sont réunis en grand nombre pour se rendre à Baie-Verte, afin de rejoindre une prétendue flotte française. Smethurst se porte volontaire pour parlementer avec eux et rassurer la population anglaise, geste pour lequel il reçoit ensuite des remerciements du gouverneur Wilmot.
Au début des années 1770, Smethurst retourne à Londres, où il décède en 1826, à l'âge de 88 ans. Il n'est jamais retourné en Amérique, où il n'a aucun descendant connu.

## Publications

### Récit de voyage
Presque tout ce qu'on connait de la vie de Gamaliel Smethurst provient d'un livre qu'il publia à son compte en 1774, A Narrative of an Extraordinary Escape out of the Hands of the Indians, in the Gulph of St. Lawrence; Interspersed with a Description of the Coast… also, a Providential Escape After a Shipwreck… Likewise, a Plan for Reconciling the Differences Between Great Britain and Her Colonies. Ce livre comprend deux parties. La première est un journal commençant le 29 octobre 1761 et se terminant le 13 décembre 1761, autrement dit son voyage entre Nipisguit et le fort Beauséjour. La deuxième partie est aussi un journal, tenu à la suite de l'ouragan de 1763, commençant le 7 septembre 1763. Cette partie est suivie d'une description de la géographie de l'Île-du-Prince-Édouard, de ses efforts contre la déforestation et d'une proposition au gouvernement britannique pour éviter d'offenser davantage les habitants des Treize colonies. Il décrit ensuite l'arrivée massive des amérindiens à Baie-Verte et finalement reprend une conversation qu'il a eu avec un apologiste français à ce sujet. Ce livre est extrêmement rare. Une réédition, avec des annotations de l'historien William Francis Ganong, fut faite en 1905 pour le compte de la Société historique du Nouveau-Brunswick. Une réédition a été faite en 1977.
Ce livre comporte plusieurs observations intéressantes. Smethurst y décrit de façon parfaite la côte est du Nouveau-Brunswick à l'époque encore peu habitée. Il a fait la seule observation répertoriée d'un morse au Nouveau-Brunswick, d'autant plus intéressante qu'ils ne s'aventuraient jamais aussi loin au sud que Shédiac. Il y décrit aussi différents aspects de la vie des Micmacs, de leur problème d'alcoolisme à leur façon d'apprêter le poisson en passant par leur habileté au chant. Il y fait bien entendu la description du raid de Roderick MacKenzie et parle de certains évènements inconnus, comme la construction d'un fortin à Baie-Verte ou la querelle entre le Québec et la Nouvelle-Écosse pour le commerce dans la baie des Chaleurs.

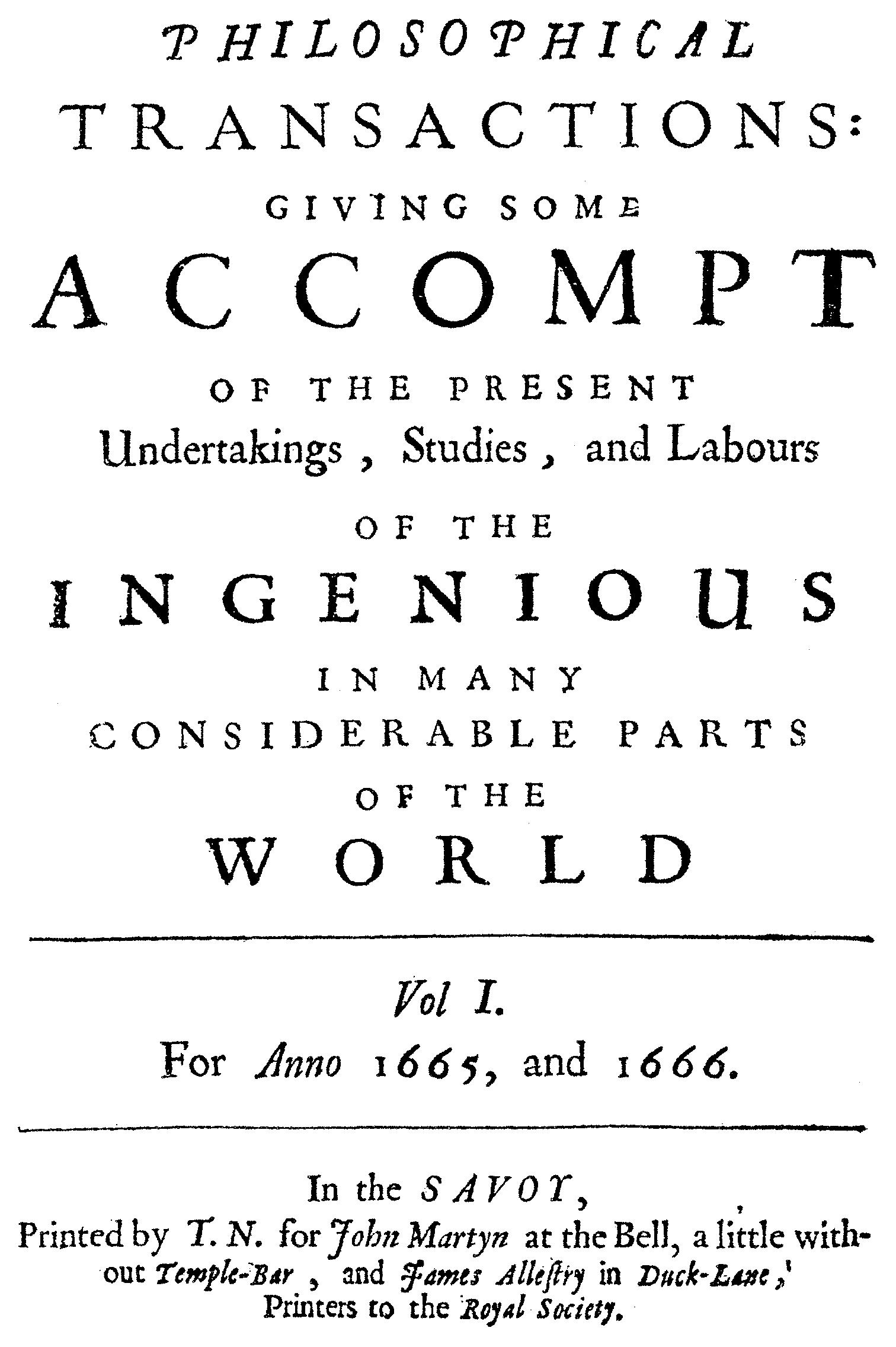
Philosophical Transactions.

### Autres publications
On en connait peu sur ses autres publications. Le Gentleman's Magazine de 1748 contient deux lettres signées Ga. Smethurst, donnant une courte description d'un mécanisme d'addition. La machine est décrite plus en profondeur dans Philosophical Transactions of the Royal Society de 1749, sous le titre An account of a new invented arithmetical instrument called a Shawn-Pan, or Chinese Accompt-Table; by Gamaliel Smethurst. En 1749, à l'âge précoce de 11 ans, il publia à Manchester un livre portant sur l'astronomie.
De retour à Londres, il publia en 1771 An explanation and use of the constellarium; or, apparent astronomy. Whereby any person, unacquainted with astronomy, may find the principal stars… also the planets places for the years 1771, 1772, 1773 and 1774..

## Éducation et personnalité
D'après ses textes, Smethurst était relativement instruit et il étudia probablement à l'université mais ne figure pas parmi la liste des inscrits à Oxford ou Cambridge. Il connaissait au moins deux langues, l'anglais et le français. Il avait évidemment un intérêt pour les sciences, mais était plus un amateur qu'un scientifique. Il disait lui-même à propos des abaques qu'elles « pourraient être un bon moyen d'intéresser les jeunes gens aux nombres ». Dans ses textes, il fait des observations précises mais ses déductions ne sont pas toujours exactes.
Pour ce qui est de ses idées politiques, il considérait que le gouvernement britannique devait cesser de collecter l'impôt dans les Treize colonies et à la place imposer une taxe sur les exportations. Il considérait aussi que l'Acte de Québec allait mener à une guerre religieuse. Il avait apparemment des préjugés contre les catholiques. Il n'était pas pour autant raciste. Il avait une opinion mitigée des Micmacs. Il dit lui-même se tenir « sur ses gardes » en leur présence mais ne critique pas ceux de Pokemouche. Il est par contre plus dur envers ceux de Burnt Church, qui l'ont gardé prisonnier, les décrivant comme des « sauvages » qui « freineront la colonisation du pays ». Il était contre la déportation des Acadiens.

## Postérité
Gamaliel Smethurst apparaît dans le roman Le Feu du mauvais temps, de Claude Le Bouthillier. Ce roman a inspiré une série radiophonique diffusée à la Première Chaîne de Radio-Canada. Le début de son voyage, entre Nipisiguit et Caraquet, est également repris, de façon romancée, dans le livre Caraquet, village au soleil, de J. Antonin Friolet.